# Utetes rosicola
Utetes rosicola är en stekelart som först beskrevs av Muesebeck 1950.  Utetes rosicola ingår i släktet Utetes och familjen bracksteklar. Inga underarter finns listade i Catalogue of Life.